# Mon Mothma
Mon Mothma is een fictief personage uit de Star Wars-franchise. Ze werd geïntroduceerd in Return of the Jedi (1983) als leider van de Rebel Alliance, waarin haar rol werd vertolkt door Caroline Blakiston. Mon Mothma was opnieuw te zien in Revenge of the Sith (2005), dat zich 23 jaar afspeelt voor Return of the Jedi, als senator van de Republiek. Genevieve O'Reilly werd gecast als jongere versie van het personage voor de film, en zou de rol later opnieuw op zich nemen in de film Rogue One (2016), de animatieserie Rebels (2017) en de televisieseries Andor (2022) en Ahsoka (2023). Ook verschijnt Mon Mothma in een niet sprekende rol in Star Wars: Tales of the Jedi (2022).
Mon Mothma verkreeg populariteit onder fans vanwege de zin "Many Bothans died to bring us this information". Daarnaast wordt het personage als belangrijk gezien aangezien het een van de weinige vrouwelijke personages in de originele Star Wars-trilogie is met tekst.

## Personage

### Casting
Het personage werd geïntroduceerd in Return of the Jedi (1983), als leider van de Rebel Alliance, waarin haar rol werd vertolkt door Caroline Blakiston.
In 2005 was Mon Mothma opnieuw te zien in Revenge of the Sith (2005), dat zich 23 jaar voor de gebeurtenissen in Return of the Jedi afspeelt, als senator van de Republiek. Genevieve O'Reilly werd gecast als een jongere versie van het personage, mede vanwege haar gelijkenis met actrice Caroline Blakiston. Ze verschijnt in beeld, maar een langere scène werd uit de film geknipt en was te zien op de dvd.
Bij de casting van Rogue One (2016) bracht regisseur Gareth Edwards actrice Genevieve O'Reilly terug. Na het uitkomen van de trailer, waarin het personage te zien is, gaf Lucasfilm-president Kathleen Kennedy aan dat Mon Mothma een "aanzienlijk grotere" rol zou krijgen dan in Return of the Jedi. Ze voegde eraan toe dat Mon Mothma in de film het leiderschap biedt, dat nodig is binnen een groep van rebellen die zeer uiteenlopende meningen hebben over wat ze moeten doen.
In april 2020 werd bekendgemaakt dat Genevieve O'Reilly opnieuw de rol van Mon Mothma zal vertolken in de televisieserie Andor.

### Culturele impact
Mon Mothma verkreeg populariteit onder fans vanwege de zin "Many Bothans died to bring us this information" (veel Bothanen zijn gestorven om ons deze informatie te brengen), die ze uitspreekt in Return of the Jedi nadat ze de piloten heeft gebriefd over de aanval op de tweede Death Star.
Naast het feit dat vele personages binnen de Star Wars-franchise een fanbase hebben, wordt Mon Mothma als belangrijk gezien omdat het een van de weinig vrouwelijke personages in de originele Star Warstrilogie is met tekst. Naast Prinses Leia betreft het Luke's tante Beru in A New Hope (1977) en een niet nader genoemde rebellenofficier in The Empire Strikes Back (1980).

## Rol inStar Wars

### The Clone Wars
Mon Mothma is te zien in meerdere afleveringen van The Clone Wars als senator van de Republiek.

### Revenge of the Sith
Mon Mothma verschijnt in beeld als senator van de Republiek in Revenge of the Sith.
Drie verwijderde scènes laten zien hoe Padmé Amidala helpt bij de oprichting van de vroege Rebel Alliance. In deze scènes vormen Padmé, samen met Bail Organa, Mon Mothma en tal van andere senatoren, de delegatie van 2000, die ingaat tegen de voortdurend groeiende noodbevoegdheden van Palpatine en het aanstellen van regionale gouverneurs, die de senaat overbodig maken.

### Rebels
Mon Mothma is eveneens te zien in meerdere afleveringen van Rebels. Ze verschijnt voor het eerst in seizoen 3. Haar debuutaflevering gaat over haar afkeer tegen het Galactische Keizerrijk en toont de oprichting van de Rebellenalliantie.

### Andor
Mon Mothma is ook te zien in de televisieserie Andor uit 2022, op Disney+. Dit werd in april 2020 bekendgemaakt. In deze televisieserie zien we onder andere vanuit het perspectief van Mon Mothma hoe de Rebel Alliance werd opgezet. In de televisieserie verschijnen ook haar man, Perrin Fertha, en hun dochter, Leida Fertha.

### Rogue One
In Rogue One (2016) speelt senator Mon Mothma een cruciale rol bij het tot stand brengen van de vernietiging van de eerste Death Star. Ze rekruteert Jyn Erso en koppelt haar aan kapitein Cassian Andor voor een geheime missie om de plannen voor het keizerlijke superwapen te stelen.

### Afwezigheid inA New Hope
Zoals te zien is in Rogue One, was Mon Mothma nauw betrokken bij de commandostructuur van de rebellen in de aanloop naar het stelen van de Death Star-plannen. Ze is echter niet te zien tijdens de aanval op de Death Star in A New Hope (1977). In het boek From a Certain Point of View wordt uitgelegd dat Mon Mothma als onderdeel van een noodplan wordt weggestuurd van de planeet, zodat de hoogste leiders van de Rebel Alliance zouden voortleven als de aanval op de Death Star zou mislukken.

### Return of the Jedi
In Return of the Jedi (1983) instrueert rebellen-leider Mon Mothma de piloten over de aanval op de tweede Death Star. Haar briefing eindigt met de onheilspellende zin: "Many Bothans died to bring us this information" (veel Bothanen zijn gestorven om ons deze informatie te brengen).

### Ahsoka
Na het ontstaan van de Nieuwe Republiek, werd Mon Mothma hiervan kanselier. Samen met andere senators doet ze beslissingen over de reddingsmissie voor Ezra Bridger onder aanvoering van Hera Syndulla.